# روبرت أنسون هاينلاين
روبرت أنسون هيينلين (/[invalid input: 'icon']ˈhaɪnlaɪn/ HYN-lyn؛ 7 يوليو 1907 – 8 مايو 1988) هو كاتب أمريكي متخصص في الخيال العلمي. غالبًا ما يطلق عليه لقب «عميد كتاب الخيال العلمي»، وقد كان واحدًا من الكتاب الأكثر تأثيرًا وإثارةً للجدل لهذا النوع في وقته. وضع روبرت معيارًا للمعقول العلمي والهندسي، وساعد في رفع مستويات الجودة الأدبية لهذا النوع من الروايات.
كما يُعد من أوائل كتاب الخيال العلمي الذين اقتحموا صفحات المجلات الرئيسية مثل صحيفة مساء السبت (The Saturday Evening Post) في أواخر الأربعينيات. كما كان واحدًا من روائيين الخيال العلمي ذوي الروايات الأكثر مبيعًا لعدة عقود. كان كلاً روبرت، وإسحاق اسيموف، و آرثر تشارلز كلارك معروفين بلقب «الثلاثة الكبار» في الخيال العلمي.
كان هيينلين، كاتبًا بارزًا لقصص قصيرة عن الخيال العلمي، واحدًا من مجموعة من الكتاب الذين ظهروا على الساحة تحت رئاسة تحرير جون دبليو كامبل، الابن في مجلة الخيال العلمي المذهلة ــ على الرغم من أن هيينلين نفى أن يكون كامبل قد أثر على كتاباته بأي درجة كبيرة.
في إطار قصص الخيال العلمي التي كتبها، تناول هيينلين مرارًا وتكرارًا مواضيع اجتماعية بعينها: أهمية حرية الفرد والاعتماد على النفس، والتزام الأفراد الذي يدينون به لمجتمعاتهم، وتأثير الدين المنظم على الثقافة والحكومة، وميل المجتمع لقمع الفكر الانشقاقي (nonconformist). كما تناول أيضًا العلاقة بين الحب الجسدي والعاطفي، وكشف النقاب عن التركيبات الأسرية المختلفة غير التقليدية، وتكهن بتأثير السفر في الفضاء على الممارسات الإنسانية الثقافية. أدى نهجه في هذه المواضيع لآراء متباينة بدرجة كبيرة حول وجهات النظر التي يطرحها من خلال رواياته.
فازت أربعة من روايات هيينلين بجوائز هوغو (Hugo Award)، فضلاً عن ثلاثة روايات نالت جوائز «ريترو هوغو» (Retro Hugos)، بعد خمسين عامًا من النشر، مُنِحَت الجوائز بأثر رجعي للسنوات التي لم تُمْنَح فيها جوائز هوغو. كما فاز بجائزة غراند ماستر (Grand Master Award) الأولى، التي قدمها كتاب الخيال العلمي بأمريكا (Science Fiction Writers of America)، للإبداعات التي قدمها في حياته. صاغ هيينلين في رواياته كلمات أصبحت جزءًا من اللغة الإنجليزية، بما في ذلك «جروك» (grok) و«والدو» (waldo)، والمصطلح الشائع بين الناس «تانستافل» (TANSTAAFL) (لا يوجد شيء مجانًا).

## حياته

### ولادته وطفولته وتعليمه المبكر
وُلد هاينلاين في 7 يوليو 1907 في بوتلر في ولاية ميزوري، والده ريكس إيفار هاينلاين كان محاسبًا، ووالدته بام لايل هاينلاين، كان الثالث بين سبعة أطفال، وهو من الجيل السادس من الأمريكيين الألمان (مواطنو الولايات المتحدة الأمريكية من أصل ألماني): هناك تقليد عائلي أجبر هاينلاين على القتال في كل حرب أمريكية بدءًا من حرب الاستقلال الأمريكية.
أمضى طفولته في مدينة كانساس سيتي في ولاية ميزوري، وكان لتطلعات وقيم ذلك الزمان والمكان (على حد تعبيره: «إقليم الحزام الإنجيلي») تأثير واضح على خياله، وخاصة في أعماله اللاحقة، إذ اعتمد بشكل كبير على طفولته في تكوين الإطار والبيئة الثقافية في أعماله مثل الوقت يكفي للحب، والإبحار خلف غروب الشمس.
ألهم ظهور مذنَّب هالي في عام 1910 اهتمام الطفل الصغير بعلم الفلك مدى الحياة.
عندما تخرج هاينلاين من المدرسة الثانوية المركزية في مدينة كانساس سيتي عام 1924، كان يطمح لامتلاك مسيرة مهنية كضابط في البحرية الأمريكية، لكنه في البداية مُنع من الالتحاق بأكاديمية البحرية للولايات المتحدة الأمريكية في أنابوليس لأن شقيقه الأكبر ريكس كان طالبًا هناك، وكانت القوانين في ذلك الوقت تُعرقل وجود العديد من أفراد الأسرة الواحدة في الأكاديمية في وقت واحد، لذلك التحق بكلية المجتمع في كانساس سيتي بدلًا من ذلك، وبدأ يطلب بإصرار موافقة عضو مجلس الشيوخ الأمريكي جيمس إيه ريد على تعيينه في الأكاديمية البحرية، ويعود ذلك جزئيًا لتأثير منظمة بيندرغاست (منظمة سياسية ديمقراطية أسسها توماس بيندرغاست وكان قادرًا على استخدام شبكته الكبيرة من العائلة والأصدقاء للمساعدة في انتخاب السياسيين واكتساب الأصوات لتوجيه الدول)، واعترفت به البحرية كضابط لديها في يونيو 1925.

### البحرية
أثرت تجربة هاينلاين في البحرية بشكل كبير على شخصيته وكتاباته، وفي عام 1929 تخرج من الأكاديمية البحرية مع درجة في الهندسة تعادل بكالوريوس في الآداب، وكان ترتيبه الخامس في صفه، لكنه تخرج في المرتبة العشرين من بين 243 طالبًا بسبب عيوبه في الانضباط. بعد وقت قصير من تخرجه، كُلف برتبة ملازم في البحرية الأمريكية، وترقى إلى رتبة ملازم أول، وهي رتبة منخفضة كُلف بها عندما كان يخدم على متن حاملة الطائرات الجديدة يو إس إس ليكسنغتون في عام 1931، حيث عمل في الاتصالات اللاسلكية. ثم عمل على المركبات الجوية الموجودة على حاملة الطائرات في مراحلها الأولى. كان كابتن هذه الحاملة إرنست كينغ، الذي شغل منصب رئيس العمليات البحرية والقائد العام لأسطول الولايات المتحدة الأمريكية أثناء الحرب العالمية الثانية. في السنوات التالية، كثيرًا ما أجرى المؤرخون العسكريون مقابلات مع هاينلاين وسألوه عن «كابتن كينغ» وخدمته كقائد عام لأول حاملة طائرات حديثة تابعة للبحرية الأمريكية. خدم هاينلاين أيضًا كضابط مدفعية على متن المدمِرة الأمريكية يو إس إس روبر في عامي 1933 و 1934، حتى وصل إلى رتبة ملازم. خدم شقيقه لورانس هاينلاين في الجيش الأمريكي والقوات الجوية الأمريكية والحرس الوطني في ميزوري، ليصل إلى رتبة لواء في الحرس الوطني.

### الزواج
في عام 1929، تزوج هاينلاين من إلينور كوري من مدينة كانساس سيتي، واستمر زواجهما سنةً واحدةً فقط. تزوج مرةً ثانيةً في عام 1932 من ليسلن ماكدونالد (1904-1981) واستمر زواجهما 15 عامًا. كانت ماكدونالد، وفقُا لشهادة اللواء البحري كال لانينغ صديق هاينلاين في البحرية «ذكية بشكل مدهش وواسعة الثقافة وليبرالية للغاية، رغم انتسابها للحزب الجمهوري». ذكر المؤلف إسحق عظيموف لاحقًا إن هاينلاين كان في ذلك الوقت «ليبراليًا متقدًا».

## وصلات خارجية
روبرت أنسون هاينلاين  على قاعدة بيانات الخيال التأملي على الإنترنت
- روبرت أنسون هاينلاين على موقع IMDb (الإنجليزية)
- روبرت أنسون هاينلاين على موقع الموسوعة البريطانية (الإنجليزية)
- روبرت أنسون هاينلاين على موقع ميوزك برينز (الإنجليزية)
- روبرت أنسون هاينلاين على موقع أول موفي (الإنجليزية)
- روبرت أنسون هاينلاين على موقع إن إن دي بي (الإنجليزية)
- روبرت أنسون هاينلاين على موقع ديسكوغز (الإنجليزية)
- روبرت أنسون هاينلاين على موقع قاعدة بيانات الفيلم (الإنجليزية)